# Kasey Brown
Pour les articles homonymes, voir Brown.
Kasey Brown, née le 15 mai 1990 à Taree, est une joueuse professionnelle de squash représentant l'Australie. Elle atteint le 5e rang mondial en décembre 2011. Elle est élue présidente du WSA en janvier 2014 et se retire peu de temps après lors de l'US Open 2014.

## Palmarès

### Titres
- Open de Greenwich : 2011
- Australian Open : 2006
- Championnats d'Australie : 3 titres (2006-2008)
- Championnats du monde par équipes : 2010

### Finales
- Tournament of Champions : 2013
- US Open: 2011
- Open du Texas : 2011
- WISPA Masters 2010
- Cleveland Classic : 2008
- Australian Open : 2 finales (2007, 2008)